# Appartement 1303
Pour plus de détails, voir Fiche technique et Distribution.
Appartement 1303 est un film américano-japonais réalisé par Ataru Oikawa, sorti en 2006.

## Synopsis
Une jeune femme emménage dans l'appartement 1303, hanté par un esprit maléfique. S'ensuit alors une histoire de relations entre une mère et sa fille.

## Fiche technique
- Titre original anglais : Apartment 1303
- Titre français : Appartement 1303
- Réalisation : Ataru Oikawa
- Scénario : Ataru Oikawa, Kei Ōishi (ja) et Takamasa Sato
- Musique : John Lissauer (en)
- Genre : Horreur
- Durée : 94 minutes
- Sortie : 2006

## Distribution
- Noriko Nakagoshi : Mariko Midorikawa
- Arata Furuta (en) : Détective
- Eriko Hatsune
- Yuka Itaya (en)